# Nando Schellen
Ferdinandus „Nando“ Jacobus Aloysius Schellen (* 11. Oktober 1934 in Den Haag; † 28. März 2016 in Phoenix (Arizona)) war ein niederländischer Opernregisseur. 

## Leben
Sein Vater stammt aus einer Familie von Spediteuren; seine Mutter, welche starb, als er sieben Jahre alt war, war Pianistin. Sie war es auch, die die musikalische Ausbildung ihres Sohnes in die Wege leitete. Nando Schellen besuchte von 1947 bis 1957 die von Jesuiten geleitete Katholische Schulgemeinschaft De Breul in Zeist.
Schellen war von 1969 bis 1986 künstlerischer Leiter der Niederländischen Oper in Amsterdam und auch der Jüngste bis dato. Er führte Regie bei der Aufführung der Zauberflöte beim Holland Festival im Juni 1982.
Bei den Bayreuther Festspielen wirkte er von 1979 bis 1982 unter Götz Friedrich als Regieassistent und Harry Kupfer als Dramaturg mit.
Für drei Jahre wirkte er als Interimsdirektor   am Sweelinck Conservatorium in Amsterdam. Er war 23 Jahre lang der Leiter des Netherlands Wind Ensemble. Von 1992 bis 1996 übernahm er die künstlerische Leitung der Indianapolis Opera.
Daneben schrieb er als Opernkritiker für verschiedene europäische und amerikanische Magazine.
Seine Lehrtätigkeit begann als künstlerischer Leiter in den Jahren 1998–2000 beim Casalmaggiore International Music Festival in Norditalien. Dieses firmierte bis 2010 noch unter dem Namen „Oberlin at Casalmaggiore“, weil das Oberlin Conservatory in Ohio seit Beginn des Festivals 1995 Mitinitiator war.
Im Jahr 2000 zog er zu seiner neuen Ehefrau, der Sopransängerin und außerordentlichen Musikprofessorin Deborah Raymond, nach Flagstaff in Arizona (USA) und begann dort, im Alter von 65 Jahren bis zu seinem Ausscheiden 2015, eine Lehrtätigkeit an der Northern Arizona University.
Mit seiner Frau gründete er auch 2007 das Opernfestival „Flagstaff in Fidenza“, in welchem bevorzugt die italienische Oper in Proben und Aufführungen gewürdigt wird. Er war folgend fünf Sommer lang der künstlerische Direktor und bildete junge Sänger praktisch im Opernfach aus.
Im Alter von 80 Jahren starb er nach kurzer Krankheit am 28. März 2016 in Phoenix.